# Aglia nigrescens
Aglia nigrescens är en fjärilsart som beskrevs av Andreas Bergmann 1953. Aglia nigrescens ingår i släktet Aglia och familjen påfågelsspinnare. Inga underarter finns listade i Catalogue of Life.